# Кинофестиваль в Торонто 2005
30-й Международный кинофестиваль в Торонто прошёл с 8 сентября по 17 сентября 2005 года. Открывал фестиваль фильм «Вода», режиссёра Дипы Мехты. Было отобрано 335 фильмов из 52 стран. Главный приз фестиваля, People’s Choice Award, получила картина «Цоци» Гэвина Худа.

## Награды
| Премия                                       | Фильм                                    | Режиссёр          |
| -------------------------------------------- | ---------------------------------------- | ----------------- |
| Приз зрительских симпатий                    | Цоци                                     | Гэвин Худ         |
| Discovery Award                              | Смотри в оба!                            | Сара Уотт         |
| Приз ФИПРЕССИ                                | Sa-kwa                                   | Кан Игван         |
| Лучший канадский первый художественный фильм | Семья                                    | Луиз Аршамбо      |
| Лучший канадский первый художественный фильм | The Life and Hard Times of Guy Terrifico | Майкл Мабботт     |
| Лучший канадский художественный фильм        | C.R.A.Z.Y.                               | Жан-Марк Валле    |
| Лучший канадский короткометражный фильм      | Big Girl                                 | Ренука Джейапалан |

## Кинопоказы

### Canada First
- The Cabin Movie, режиссёр Дилан Акио Смит.
- «Северные штаты» / Les États Nordiques, режиссёр Дени Коте.
- «Ева и Огненный Конь» / Eve & the Fire Horse, режиссёр Джулия Кван.
- «Семья» / Familia, режиссёр Луиз Аршамбо.
- «Коди» / Fetching Cody, режиссёр Дэвид Рэй.
- The Life and Hard Times of Guy Terrifico, режиссёр Майкл Мабботт.
- «Святые мученики проклятых» / Saints-Martyrs-des-Damnés, режиссёр Робин Обер.
- «Простой поворот» / A Simple Curve, режиссёр Обри Нилон.
- «Шесть фигур» / Six Figures, режиссёр Дэвид Кристенсен.
- «Девчонки» / These Girls, режиссёр Джон Хэзлетт.

### Canadian Open Vault
- «Между морем и пресной водой» / Between Salt and Sweet Water, режиссёр Мишель Бро.

### Канадская ретроспектива
Выступал в главной роли Дон Оуэн.
- Ковбой и Индеец / Cowboy and Indian.
- Игра Эрни / The Ernie Game.
- Gallery: A View of Time.
- Высокая сталь / High Steel.
- Дамы и господа, мистер Леонард Коэн / Ladies and Gentlemen, Mr. Leonard Cohen.
- Моник Лейра на концерте / Monique Leyrac in Concert.
- Никто не сказал прощай / Nobody Waved Goodbye.
- Notes for a Film About Donna & Gail.
- Партнеры / Partners.
- Richler of St. Urbain Street.
- Бегун / Runner.
- Снег в Венеции / Snow in Venice.
- Джаз в Торонто / Toronto Jazz.
- Turnabout.
- Unfinished Business.
- You Don’t Back Down.

### Современный мир кино
- 06/05, режиссёр Тео ван Гог.
- «Адамовы яблоки» / Adam’s Apples, режиссёр Андерс Томас Йенсен.
- «Американское оружие» / American Gun, режиссёр Арик Авелино.
- «В поисках прошлого» / Amu, режиссёр Шонали Бозе.
- «Ангел» / Angel, режиссёр Джим Маккей.
- «За кулисами» / Backstage, режиссёр Эмманюэль Берко.
- «Битва на небесах» / Battle in Heaven, режиссёр Карлос Рейгадас.
- "Кафе «Транзит» / Border Café, режиссёр Камбузья Партови.
- «Бруклинский Лобстер» / Brooklyn Lobster, режиссёр Кевин Джордан.
- «C.R.A.Z.Y.» / C.R.A.Z.Y., режиссёр Жан-Марк Валле.
- «Городская собака» / Citizen Dog, режиссёр Висит Сасанатьенг.
- «Дорогая Венди» / Dear Wendy, режиссёр Томас Винтерберг.
- «Смерть господина Лазареску» / The Death of Mr. Lazarescu, режиссёр Пую, Кристи.
- «Холодный душ» / Cold Showers, режиссёр Антони Кордье.
- «Космос как предчувствие» / Dreaming of Space, режиссёр Алексей Учитель.
- «Одиннадцать мужчин вне игры» / Eleven Men Out, режиссёр Роберт И. Дуглас.
- «Фаталист» / The Fatalist, режиссёр Жуан Бутелью.
- «Французский паренёк» / The French Guy, режиссёр Энн Мэри Флеминг.
- «Милашка» / Gentille, режиссёр Софи Фийер.
- «Гиланех» / Gilane, режиссёр Рахшан Бани-Этемад.
- «Метод Грёнхольма» / The Grönholm Method, режиссёр Марсело Пиньейро.
- «Биологические часы» / Horloge biologique, режиссёр Рикардо Троги.
- «Железный остров» / Iron Island, режиссёр Мохаммад Расулоф.
- «Последний палач» / The Last Hangman, режиссёр Адриан Шерголд.
- «Линда, Линда, Линда» / Linda Linda Linda, режиссёр Нобухиро Ямасита.
- Lucid, режиссёр Шон Гэррити.
- «Война Марио» / Mario’s War, режиссёр Антонио Капуано.
- «Марокко» / Marock, режиссёр Лайла Марракчи.
- «Моя лучшая мама» / Mother of Mine, режиссёр Клаус Хярё.
- La Neuvaine, режиссёр Бернард Эмонд.
- «Чёрная ночь 17 октября 1961» / October 17, 1961, режиссёр Ален Тасма.
- «Последнее желание» / One Last Thing, режиссёр Алекс Стейермарк.
- «Моё большое греческое сокровище» / Opa!, режиссёр Юдайан Прасад.
- «Страсти Иешуа, еврея» / The Passion of Joshua the Jew, режиссёр Паскуале Шимека.
- Perpetual Motion, режиссёр Нин Ин.
- «Последний выстрел президента» / The President’s Last Bang, режиссёр Лим Сан Су.
- «Дилер» / Pusher, режиссёр Николас Виндинг Рефн.
- «Королева реки» / River Queen, режиссёр Винсент Уорд.
- «Ривьера» / Riviera, режиссёр Anne Villacèque.
- «Побег» / Runaway, режиссёр Тим Макканн.
- «Война теней» / Shadowboxer, режиссёр Ли Дэниелс.
- «Мечты о Шанхае» / Shanghai Dreams, режиссёр Ван Сяошуай.
- «Отстреливая собак» / Shooting Dogs, режиссёр Майкл Кейтон-Джонс.
- «Счастье» / Something Like Happiness, режиссёр Богдан Слама.
- Sud Express, режиссёр Габриэль Веласкес.
- «Лето на балконе» / Sommer vorm Balkon, режиссёр Андреас Дрезен.
- «Подсолнух» / Sunflower, режиссёр Ян Чжан.
- «Время прощания» / Le Temps qui reste, режиссёр Франсуа Озон.
- «Трансамерика» / Transamerica, режиссёр Дункан Такер.
- «Через лес» / À travers la forêt, режиссёр Жан-Поль Сивейрак.
- «Цоци» / Tsotsi, режиссёр Гэвин Худ.
- «Двенадцатилетние» / 12 and Holding, режиссёр Майкл Куэста.
- «Кармен из Каеличе» / U-Carmen e-Khayelitsha, режиссёр Марк Дорнфорд-Мэй.
- «Иди и живи» / Va, Vis et Deviens, режиссёр Раду Михайляну.
- «Жизнь с отцом» / La Vie avec mon père, режиссёр Себастьен Роуз.
- «Маленькие беглецы» / Viva Cuba, режиссёр Хуан Карлос Кремата Малберти.
- «Совсем новое» / Whole New Thing, режиссёр Амнон Бухбиндер.
- «Ивовое дерево» / The Willow Tree, режиссёр Маджид Маджиди.
- «Дилер 2» / With Blood on My Hands — Pusher II, режиссёр Николас Виндинг Рефн.

### Мастера
- «Завтрак на Плутоне» / Breakfast on Pluto, режиссёр Нил Джордан.
- «Горбатая гора» / Brokeback Mountain, режиссёр Энг Ли.
- «Пузырь» / Bubble, режиссёр Стивен Содерберг.
- «Скрытое» / Caché, режиссёр Михаэль Ханеке.
- «Дитя» / L’Enfant, режиссёр Братья Дарденн.
- «Свободная зона» / Free Zone, режиссёр Амос Гитай.
- «Иберия» / Iberia, режиссёр Карлос Атарес.
- «Мандерлей» / Manderlay, режиссёр Ларс фон Триер.
- «Воспоминания в тумане» / Memories In The Mist, режиссёр Буддхадеб Дасгупта.
- Memory for Max, Claire, Ida and Company, режиссёр Алан Кинг.
- «Нет пути назад: Боб Дилан» / No Direction Home: Bob Dylan, режиссёр Мартин Скорсезе.
- «Обаба» / Obaba, режиссёр Мончо Армендарис.
- «Солнце» / The Sun, режиссёр Александр Сокуров.
- «Такешиз» / Takeshis', режиссёр Такэси Китано.
- «Три времени» / Three Times, режиссёр Хоу Сяосянь.
- «Страна приливов» / Tideland, режиссёр Терри Гиллиам.

### Visions
- «50 оттенков голубого» / 50 Ways of Saying Fabulous, режиссёр Стюарт Мэйн.